# Slag bij Hoover's Gap
De Slag bij Hoover's Gap vond plaats op 24 en 25 juni 1863 in Bedford County Tennessee tijdens de Amerikaanse Burgeroorlog en was de belangrijkste veldslag tijdens de Tullahomaveldtocht.

## Achtergrond
Na de Slag bij Stones River verbleef generaal-majoor William S. Rosecrans de volgende vijf maanden in Mufreesboro, Tennessee. Om de Noordelijke opmars te blokkeren bouwde de Zuidelijke generaal Braxton Bragg een defensieve linie uit langs de Duck River. Deze liep van Shelbyville tot Wartrace. Op de Zuidelijke rechterflank bewaakte infanterie en artillerie de passen bij Liberty, Hoover's en Bellbuckle. Opperbevelhebber Henry W. Halleck drong er bij Rosecrans op aan om de Bragg aan te vallen. Anders bestond de mogelijkheid dat Bragg versterkingen zou sturen naar Vicksburg (zie Beleg van Vicksburg) om het op te nemen tegen Grant.

## De slag
Op 23 juni 1863 stelde Rosecrans zijn troepen op om enerzijds een schijnaanval uit te voeren op Shelbyville en anderzijds om de hoofdaanval uit te voeren op de vijandelijke rechterflank. De aanval op de passen werd ingezet op 24 juni. De soldaten van generaal-majoor George Henry Thomas voorafgegaan door de brigade van kolonel John T. Wilder vielen Hoover’s Gap aan. Wilders soldaten namen het op tegen de 1st Kentucky Cavalry. De Zuidelijken werden uit het stellingen verdreven.
Wilders soldaten groeven zich in ten zuiden van de pas om hun vooruitgeschoven positie te verdedigen. Bates brigade voerde verschillende tegenaanvallen uit tegen Wilder echter zonder succes. Wilder ontving orders van Thomas om zich terug te trekken, maar hij weigerde. Bate werd versterkt door de brigade van Bushrod Johnson. Hun aanval werd eveneens afgeslagen. Rond 19.00u arriveerden de Noordelijke eenheden van Lovell Rousseau en John M. Brannans divisies de pas en losten Wilder af.
Hoewel Rosecrans’ manoeuvres vertraging opliepen door het slechte weer, dwong hij Bragg zich terug te trekken naar Tullahoma, Tennessee. Toen de Noordelijken Tullahoma bereikten, wilde Rosecrans de Elk River spoorwegbrug vernietigen om de terugtocht van het Zuidelijke leger af te snijden. Wilders was te laat om deze opdracht uit te voeren. Toen vernietigde hij maar de spoorwegen rond Decherd, Tennessee.

## Gevolgen
Bragg kon zijn leger terugtrekken naar Chattanooga, Tennessee. Op 8 september 1863 zou ook deze stad in Noordelijke handen vallen. Dit zou leiden tot Chickamaugaveldtocht. Rosecrans’ overwinning werd overschaduwd door de Noordelijke overwinningen bij Gettysbrug en Vicksbrug.